# 39971 József
(39971) József, denumire internațională (39971) Jozsef, este un asteroid din centura principală de asteroizi.

## Descriere
39971 József este un asteroid din centura principală de asteroizi. A fost descoperit pe 2 aprilie 1998 la Piszkesteto de László L. Kiss și Krisztián Sárneczky. Asteroidul prezintă o orbită caracterizată de o semiaxă mare de 2,54 ua, o excentricitate de 0,25 și o înclinație de 8,4° în raport cu ecliptica.